# Сормано
Сормано (итал. Sormano) — коммуна в Италии, располагается в регионе Ломбардия, в провинции Комо.
Население составляет 633 человека (2008 г.), плотность населения составляет 58 чел./км². Занимает площадь 11 км². Почтовый индекс — 22030. Телефонный код — 031.
Покровителем коммуны почитается святой Амвросий Медиоланский, празднование 7 декабря.

## Демография
Динамика населения:

## Администрация коммуны
- Официальный сайт: